# 伊部郷
伊部郷（いべごう、いべのさと）は、越前国敦賀郡（角鹿郡）六郷の1つ。
高山寺本・東急本ともに訓を欠く。
伊登志和気王の子代、伊部（『古事記』垂仁天皇段）に由来する地名である。忌部氏に由来する説もある。伊部郷は織田荘になり、現在では織田町から越前町になっている。
当郷は奈良時代にはその名が確認される。天平神護2年（766年10月21日）越前国司解（『東南院文書』）によれば、坂井郡田宮村の西北2条6粟生田里12坪に口分田を持つ農民として「敦賀郡伊部郷戸主」である間人石勝や秦日佐山の名が見える。養老元年（721年1月7日）伊部王（いべのおおきみ）、位階　授无位に従五位下賜。養老5年（721年1月23日）伊部王、退朝之後令侍東宮焉とある。この日、首皇子（後の聖武天皇）の教育のため佐為王（後の橘佐為）他14人等が東宮（皇子の御所）に伺候が命ぜられている（『続日本紀』）。他にも、王は東大寺の経本の書写（11巻）などにも携わっている。天平宝字3年（759年8月5日）筑紫の『観世音寺文書』（国政所牒）に正六位上行大典伊部造禰麻呂とあり、従八位上　額田部連、正六位上　中臣朝臣と名を連ねているのが見える。貞観15年（873年）「越前国敦賀郡人」伊部造豊持は飯高朝臣の氏姓を賜り、孝昭天皇の第1皇子で天足彦国押人命の後裔を称している（『日本三代実録』貞観15年12月2日条）。
『延喜式神名帳』（『延喜式』巻10）に見える敦賀郡43座の1つ「伊部磐座神社」がある。当社の鎮座地は、現在の福井県丹生郡越前町（旧織田町）の岩倉と推定され、当郷も織田盆地一帯に比定できる。
伊部は忌部に同じ、織田の社司を忌部としていた。当郷に劔神社があり、その末社の織田神社は神主伊部の祖を祭るとされる。長徳4年（998年3月21日）「越前劔大神宮神主、伊部守忠」という名が藤原行成の「権記」に見える。鎌倉初期、建保6年（1218年）の古文書には越前の留守所官人「伊部宿祢」の名が見える。
朝倉時代は伊部という武士が武家屋敷の中で暮らしていた。近年、越前一乗谷城跡にある朝倉義景舘の対岸の武家屋敷からは大量の遺物と「いへ」と記された木簡が出土した。当地方には今でも伊部姓や忌部姓の人が数多く暮らしている。
近江国（現在の長浜市湖北町伊部、東浅井郡伊部村）にも伊部郷という地があった。『東浅井郡志』所収大浦共有大般若経奥書に保元3年（1158年）3月12日に「於浅井郡法勝寺御庄伊部郷桃津寺、書写之如件」との記述がある。北近江の浅井氏の家臣にも伊部氏がいた。おそらく古代から連綿と繋がっていたのだと思われる。